# Landkreis Hameln-Pyrmont
Landkreis Hameln-Pyrmont är ett distrikt (Landkreis) i det tyska förbundslandet Niedersachsen.
Distriktet bildades 1922, när Pyrmont utträdde ur Fristaten Waldeck-Pyrmont och förenades med Hameln i dåvarande provinsen Hannover i Preussen.

## Administrativ indelning
I förvaltningsrättslig mening finns i modern tid ingen skillnad mellan begreppet Stadt (stad) gentemot Gemeinde (kommun). 

### Einheitsgemeinden
| - Aerzen (köping) - Bad Münder am Deister (stad) | - Bad Pyrmont (stad) - Coppenbrügge (köping) | - Emmerthal - Hameln (stad) | - Hessisch Oldendorf (stad) - Salzhemmendorf (köping) |

1. ↑  GeoNames, 2005, Geonames-ID: 3221027, läs online och läs online.[källa från Wikidata]
2. ↑  läs online, www.destatis.de .[källa från Wikidata]
3. ↑  hämtat från: tyskspråkiga Wikipedia.[källa från Wikidata]